# Música, alegría y amor
Música, alegría y amor es una película en blanco y negro de Argentina dirigida por Enrique Carreras sobre su guion según la obra Loute, de Pierre Veber que se estrenó el 9 de mayo de 1956 y que tuvo como protagonistas a Alberto Castillo, Amelita Vargas, Beatriz Taibo y Leonor Rinaldi.

## Sinopsis
Un joven bohemio que sueña tener éxito como pintor, triunfará finalmente pero como cantante.

## Reparto
- Alberto Castillo ... Alberto Morán
- Amelita Vargas ... Laura / Sisebuta Segunda Rodríguez
- Beatriz Taibo ... Beatriz
- Leonor Rinaldi ... Leonor
- Ubaldo Martínez ... Francisco "Pancho"
- Francisco Álvarez ... Rivera / Eustaquio Rocamora
- Tito Gómez ... Pablo Basavilbaso
- Gerardo Chiarella ... Mayordomo

## Comentarios
Crítica opinó:

”Esta bastardeada fórmula del vodevil-sainete sigue llenando un capítulo demasiado prolongado en la historia de nuestro cine.”

La Nación dijo:

”Tiene eficacia en su sencillez y simples trazos de comedia ligera.”